# Sixième rang

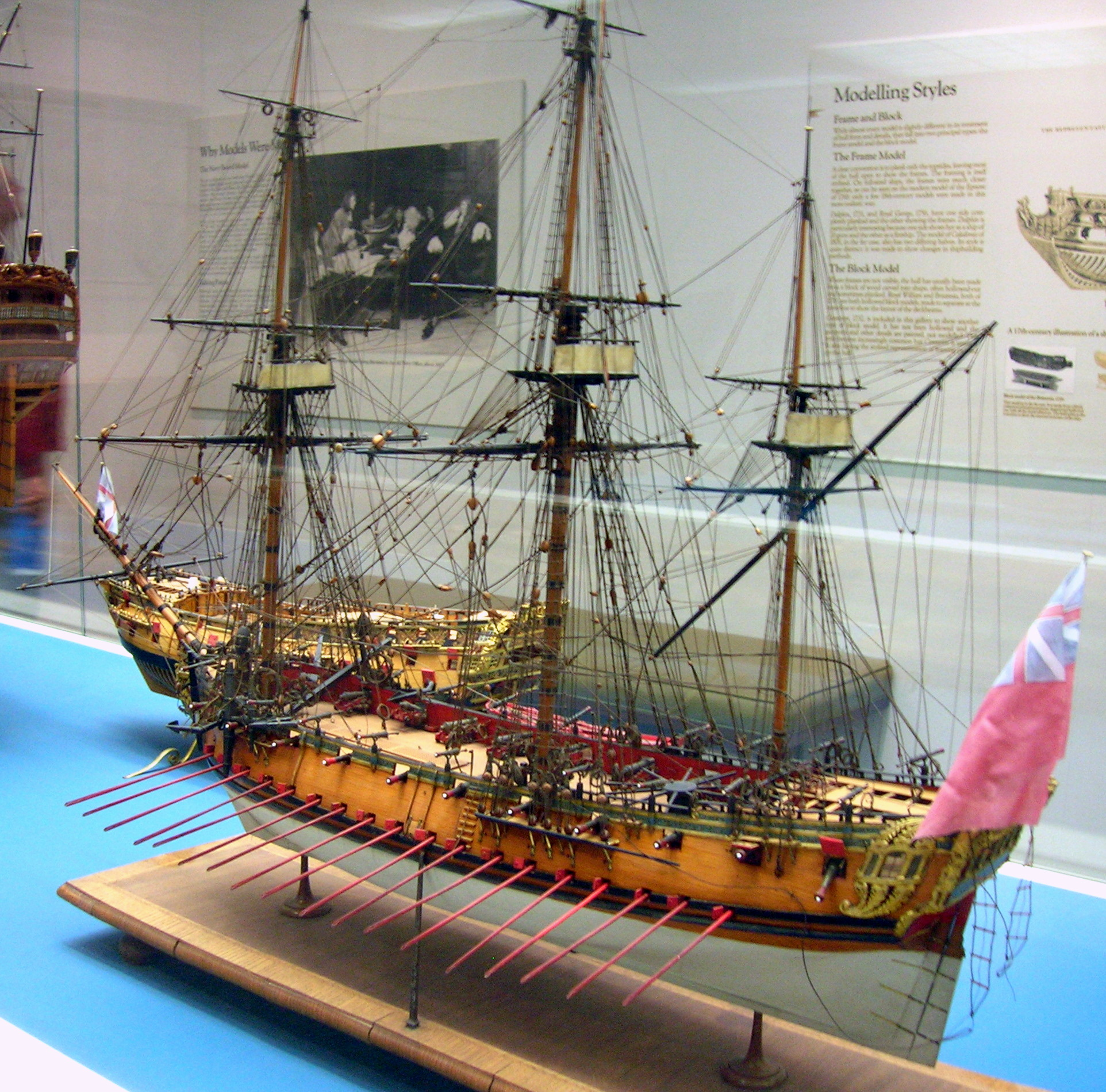
Maquette d'un navire de sixième rang avec ses rames en position.

Le sixième rang (sixth-rate) est une dénomination utilisée par la Royal Navy entre le milieu du XVIIe siècle et le milieu du XIXe siècle. Il s'agit de navires de guerre à voile ayant comme caractéristique principale un nombre de canons  entre 20 et 28.
Dans la Marine française, le classement par rang est utilisé sous le règne de Louis XIV : les vaisseaux de sixième rang sont, selon le règlement de 1669, des navires d'une centaine de tonneaux armés d'environ 20 canons.
À partir du début du XVIIIe siècle, les navires de guerre français sont classés selon leur armement : les catégories des « corvettes », des « frégates de 8 » et des « frégates de 12 » (exemple : l’Hermione lancée en 1779) remplacent celle des « sixièmes rangs ».